# 삼장
삼장(三藏, Tripitaka)은 불교의 경전을 경, 율, 논의 3가지로 분류하고 이를 합쳐서 부르는 것이다. 대체적으로 경은 깨달은 자로서의 고타마 붓다의 말씀 또는 가르침, 논은 고타마 붓다 이후의 제자들이 경과 율에 대한 주석 등을, 율은 특히 계율에 대한 내용이다. 하지만 흔히 이 세가지를 모두 합쳐 경이라고 하기도 한다.
산스크리트어의 pitaka(한문 번역: 藏)는 '둥우리, 모음집'을 뜻하며, 고타마 붓다의 제자들이 고타마 붓다의 직접적 혹은 간접적 가르침을 모아서 그 성격에 따라 세가지 모음집으로 편성하여 'Tripitaka'(삼장(三藏))라 불렀다. 세친의 《섭대승론석》에 따르면 장(藏)은 '능히 포섭한다[能攝]'는 뜻으로, '마땅히 알아야 할 모든 의미[義]를 포섭한다'는 뜻이라고 말하고 있다.
고타마 붓다의 말씀을 아함(阿含, Āgama)이라 일컬으며, 이를 직접 받아 적은 글들을 경(經, Sūtra)이라 부르고 있다. 이 경전을 고타마 붓다의 제자들이 후에 해설한 글들을 논(論, Sāstra)이라는 이름 하에 모아 편성하였다. 그리고 불교의 여러 가지 규칙과 의식 등에 관해 설명한 글 들은 율(律, Vinaya)이라고 부르고 있다. 흔히 대장경, 일체경이라는 낱말은 위의 세가지 불교의 경전을 총칭하는데 쓰이고 있다.

## 구성

### 경장
경장(經藏)은 Suttapitaka의 한문 역어이다.
- 장 (長, Dīghanikaya): 34 경
- 중 (中, Majjhimanikāya): 152 경
- 상응 (相應, Samyuttanikāya): 2872 경
- 증지 (增支, Anguttaranikāya): 2198 경
- 소부 (小部, Khuddakanikāya): 15 경

### 율장
율장(律藏)은 Vinayapitaka의 한문 역어이다.
- 경분별 (經分別): 율을 나누어 설명한 것.
  - 대분별 (大分別): 남자 수행승이 지켜야 할 것
  - 비구니분별 (比丘尼分別): 여자 수행승이 지켜야 할 것.
- 건도부 (揵度部): 종단의 제도와 그에 따른 여러 가지 규칙.
  - 대품 (大品): 10 편
  - 소품 (小品): 12 편
- 부록 19 장

## 같이 보기
- 아함경
- 불경
- 합천 해인사 대장경판
- 팔리성전협회
- 현장

## 참고 문헌
- 세친 지음, 현장 한역, 김묘주 번역 (K.594, T.1597). 《섭대승론석》. 한글대장경 검색시스템 - 전자불전연구소 / 동국역경원. K.594(17-76), T.1597(31-321). [깨진 링크(과거 내용 찾기)]
- (중국어) 세친 조, 현장 한역 (T.1597). 《섭대승론석(攝大乘論釋)》. 대정신수대장경. T31, No. 1597, CBETA. 2014년 3월 17일에 원본 문서에서 보존된 문서. 2013년 1월 21일에 확인함.